# Plesiocystiscus consanguineus
Plesiocystiscus consanguineus is een slakkensoort uit de familie van de Cystiscidae. De wetenschappelijke naam van de soort is voor het eerst geldig gepubliceerd in 1890 door E. A. Smith.